# 乙毘射匱可汗
乙毘射匱可汗（漢音：いつひしゃきかがん、拼音：Yǐpíshèkuì kĕhàn、生没年不詳）は、西突厥の可汗。莫賀咄乙毘可汗の子。乙毘射匱可汗というのは可汗号で、姓は阿史那氏、名は不明。

## 生涯
貞観15年（641年）、乙毘咄陸可汗（イルビ・テュルク・カガン）配下の屋利啜らは謀って乙毘咄陸可汗を廃位しようと考え、唐に遣使を送ってきて新たな可汗を立てるよう請願した。太宗は遣使を送り、齎璽書で莫賀咄乙毘可汗（バガテュル・イルビ・カガン）の子を立てて、乙毘射匱可汗とした。
乙毘射匱可汗は即位すると、弩失畢の兵を発し、白水胡城にて乙毘咄陸可汗を撃った。弩失畢の兵が敗れたが、乙毘咄陸可汗は民から見離されたことを知り、西の吐火羅（トカラ）国へ亡命した。
貞観23年（649年）2月、中国の使者が以前から乙毘咄陸可汗に拘束されていたので、乙毘射匱可汗はことごとく礼資をもって長安に送り帰し、ふたたび遣使を送って方物を貢納し、請婚した。太宗はこれを許可し、詔令で亀茲・于闐・疏勒・朱倶波・葱嶺の五国を分割し、聘礼（結納品）とした。5月、太宗が崩御すると、阿史那賀魯が反乱を起こし、乙毘射匱可汗の部落はそれに併合された。

## 参考資料
- 『旧唐書』（列伝第百四十四下 突厥下）
- 『新唐書』（列伝百四十下 西突厥）
- 佐口透・山田信夫・護雅夫訳注『騎馬民族誌２正史北狄伝』（1972年、平凡社）
- 内藤みどり『西突厥史の研究』（1988年、早稲田大学出版部、ISBN 4657882155）